# Clorpirifòs
Clorpirifòs (en anglès:Chlorpyrifos nom IUPAC: O,O-diethyl O-3,5,6-trichloropyridin-2-yl phosphorothioate) és un insecticida organofosfat cristal·lí. Va ser introduït l'any 1965 per la Dow Chemical Company i rep molts noms comercials, incloent els de Dursban i Lorsban. Actua sobre el sistema nerviós dels insectes inhibint l'acetilcolinesterasa.
El clorpirifòs és moderadament tòxic per als humans i la seva exposició ha estat relacionada amb efectes neurològics, trastorns persistents en el desenvolupament i trastorns autoimmunitaris. L'exposició durant l'embaràs retarda el desenvolupament mental dels infants i la majoria dels seus usos domèstics han estat prohibits, als Estats Units, a partir de l'any 2001. En agricultura no ecològica continua essent "un dels insecticides organofosfats més àmpliament usats", segons la United States Environmental Protection Agency (EPA).

## Fabricació i ús
El clorpirifòs es produeix via una síntesi de molts estadis a partir de la 3-metilpiridina.
Segons la Dow Chemical Company, clorpirifòs està registrat per al seu ús en prop de 100 països i s'aplica en aproximadament 3,4 milions d'hectàrees cada any. Els conreus amb un ús més intens de clorpirifòs és el cotoner, moresc, ametllers, i arbres fruiters incloent els tarongers, bananers i pomeres.
El clorpirifòs normalment es subministra com un líquid a concentració de 23,5% o del 50%. La concentració recomanada per a un ruixat directe puntual és del 0,5% i en grans zones del 0,03 – 0,12%.

## Toxicitat i seguretat
L'exposició al clorpirifòs a grans dosis pot portar a la toxicitat aguda amb efectes negatius sobre la salut també en exposicions a llarg termini i amb dosis baixes. En els fetus i els infants petits els efectes negatius sobre la salut ocorren fins i tot a dosis molt baixes.
Entre 50 plaguicides estudiats, el clorpirifòs està associat a alt risc en càncer de pulmó en els aplicadors freqüents.
Un estudi dels efectes neurotòxics del clorpirifòs fet l'any 2011 indiquen que aquest plaguicida pot estar implicat en la "síndrome de la Guerra del Golf" (Gulf War Syndrome) i altres trastorns neurdegeneratius.
Pels efectes aguts l'OMS classifica el clorpirifòs com Classe II: moderadament tòxic. La LD50 del clorpirifòs en animals de laboratori és de 32 a 1000 mg/kg.

### Símptomes de l'exposició aguda
L'exposició aguda a clorpirifo dona com a resultat la interferència amb la via de neurotransmissió de l'acetilcolina donant lloc a una sèrie de símptomes neuromusculars.

### Tractament
L'enverinament per clorpirifòs i altres plaguicides organofosfats s'ha tractat amb atropina i simultàniament am oximes com pralidoxima.

## Efectes sobre la vida silvestre

### Vida aquàtica
Entre els organismes aquàtics, els crustacis i insectes sembla que són més sensibles a l'exposició que no pas els peixos o els estadis aquàtics d'amfibis, però hi ha poques dades sobre els amfibis.
Quan s'ha alliberat clorprifos concentrat a diversos rius ha matat insectes, crustacis i/o peixos.

### Abelles
L'exposició aguda a clorpirifòs pot ser tòxica per les abelles, amb una DL50 oral de 360 ng/abella i una LD50 de contacte de 70 ng/abella. No s'ha d'aplicar clorpirifòs en les plantes florides que visiten les abelles.